# Immeuble de Ljubomir Miladinović
L'Immeuble de Ljubomir Miladinović (en serbe cyrillique : Зграда Љубомира Миладиновића ; en serbe latin : Zgrada Ljubomira Miladinovića) est situé à Belgrade, la capitale de la Serbie, dans la municipalité urbaine de Stari grad. Construit en 1938, il est inscrit sur la liste des biens culturels de la Ville de Belgrade.

## Présentation
L'immeuble de Ljubomir Miladinović, situé 6 rue Svetogorska, a été construit en 1938 selon des plans de Momčilo Belobrk ; il est constitué de six étages avec un garage au rez-de-chaussée ; la maison a été connue par la suite sous le nom « le garage ». L'ensemble conçu par Belobrk se caractérise par un style moderne et son caractère puriste tient au fait de l'application constante du fonctionnalisme.
Tous ces traits ont marqué l'œuvre de l'architecte Belobrk et lui ont valu une haute position dans l'architecture serbe et belgradoise, ainsi que dans le style moderne.